# 阿德里亚
阿德里亚（義大利語：Adria）是位于意大利威尼托大区罗维戈省阿迪杰河河口与波河河口之间的一个市镇。市镇面积为113.5平方公里，人口约2万（2017年）。

## 友好城市
- 法國 埃尔蒙